# توماس توخل
توماس توخل (تُلفظ بالألمانية: [ˈtʰoːmas  ˈtʊxəl]؛ مواليد 29 أغسطس 1973) هو مدرب كرة قدم ألماني ولاعب سابق، وسبق له أن درب نادي بوروسيا دورتموند و‌باريس سان جيرمان و‌تشيلسي وبايرن ميونخ
وُلد توخل في كرومباخ، وانتهت مسيرته الكروية في سن 25 عامًا، نتيجة لإصابة مزمنة في غضروف الركبة، وفي عام 2000، بدأ مسيرته التدريبية، حيث عمل مع فرق الشباب في نادي شتوتغارت لمدة خمس سنوات. في عام 2009، بعد فترة سنة واحدة ناجحة في نادي آوغسبورغ ب، تم تعيينه من قبل نادي ماينتس الذي صعد حديثًا إلى الدوري الألماني.
قاد توخل ماينز إلى الاستقرار في الدوري خلال المواسم الخمسة التي قضاها في النادي، وحصل على الثناء السمة النشطة والهجومية. كما اكتسب سمعة طيبة لتركيزه على تعزيز اللاعبين الشباب. غادر ماينتس في عام 2014 نتيجة لخلافات مالية، وفي عام 2015، تم تعيينه لقيادة بوروسيا دورتموند، حيث فاز بلقب كأس ألمانيا قبل طرده في عام 2017.
تم التعاقد معه من قبل نادي باريس سان جيرمان الفرنسي في عام 2018، حيث فاز بلقب الدوري مرتين، بما في ذلك رباعية محلية في موسمه الثاني، وقاد النادي إلى نهائي دوري أبطال أوروبا لأول مرة في تاريخه. ومع ذلك، تم إقالة توخل في عام 2020 ثم تم تعيينه من قبل نادي تشيلسي الإنجليزي في عام 2021، حيث فاز بدوري أبطال أوروبا في موسمه الأول.

## مسيرته كلاعب
ولد توخل في كرومباخ، ولعب دور البطولة كعضو في النادي المحلي، تي إس في كرومباخ، بتدريب والده رودولف. انتقل توخل إلى أكاديمية نادي آوغسبورغ في عام 1988، ومع ذلك، لم يشارك أبدًا مع الفريق الأول، حيث تم التخلي عنه بعد أن بلغ 19 عام. وسرعان ما مُنح فرصة اللعب في الدوري الألماني الدرجة الثانية لصالح شتوتغارت كيكرز في عام 1992.
لعب ثماني مباريات خلال موسم 1992–93. بعد موسم 1993–94، تم استبعاده من فريق كيكرز الأول، وانضم إلى فريق إس إس في أولم 1846 الإقليمي في منطقة سود، بتدريب هيرمان بادستوبر، والد هولغر بادشتوبر، والذي كان توخل يدربه لاحقًا في الفئات السنية. لعب توخل كقلب دفاع، وخاض 69 مباراة مع فريق أولم إس إس في حتى أُجبر على الاعتزال في عام 1998، عندما كان يبلغ من العمر 25 عامًا، بعد تعرضه لإصابة في غضروف الركبة.

## مسيرته التدريبية

### مسيرته المبكرة
بدأ توخل مسيرته التدريبية في عام 2000، كمدرب لفريق الشباب في نادي شتوتغارت، حيث ساعد في تطوير لاعبي الفريق الأول مثل ماريو جوميز وهولجر بادستوبر. في عام 2005، عاد إلى آوغسبورغ، الذي أعجب بقدرته على تدريب اللاعبين الشباب، وعُين منسقًا لفريق الشباب. شغل توخل المنصب لمدة ثلاث سنوات، وانتقل في النهاية إلى الإدارة بعد أن عُرض عليه منصب مدرب الفريق الأول في فريق آوغسبورغ الرديف لموسم 2007–08.

### ماينتس 05
انتقل توخل إلى نادي ماينتس 05 عام 2009، خلفًا للمدرب يورغن كلوب، الذي غادر إلى بوروسيا دورتموند. تم ترقيته إلى هذا المنصب بعد أن عمل مدربًا للشباب في ماينتس لمدة 12 شهرًا، ووقع عقدًا أوليًا لمدة عامين.
كان تحدي إبقاء ماينتس في البوندسليجا أمرًا صعبًا، حيث ورث توخل فريقًا لم يكن مجهزًا بشكل جيد لكرة القدم عالية المستوى، وتم إعطاؤه أموالًا محدودة لإنفاقها. ومع ذلك، فقد تمتع بحرية دمج اللاعبين الصغار من أجل بناء فريق حسب رغبته. اعتمد أسلوب توخل التكتيكي في النادي على التوزيع الطويل والتركيز على الضغط على الكرة، حيث أن الضغط العالي المتواصل سيخلق فرصًا عن طريق الاستحواذ أو إرغام الخصم علي ارتكاب الأخطاء. نجح هذا الأسلوب بشكل جيد في موسمه الأول في ماينتس وتمتع توخل ببداية قوية في الدوري، وفي النهاية قاد النادي إلى المركز التاسع، بينما أنشأ أيضًا فريقًا يضم لاعبين شبان ماهرون في الهجوم، مثل آدم سالاي وأندريه شورله.

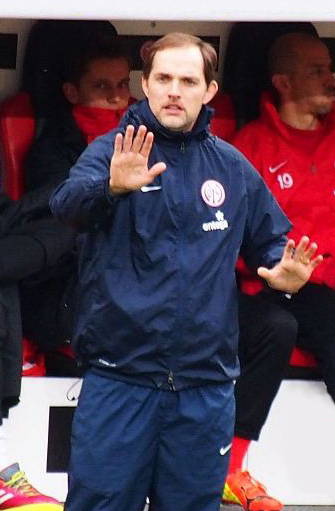
توخل مع ماينتس في 2014

سعى توخل إلى تطوير هذه الفلسفة في الموسم التالي، مع وصول صانع الألعاب الشاب لويس هولتبي، بالإضافة إلى استقدام الظهير كريستيان فوكس. سمح له كلا اللاعبين بمعالجة أوجه القصور الرئيسية في الفريق من الموسم السابق، حيث غالبًا ما عاني ماينتس من عدم القدرة على الإنتصار علي الفرق ذات العقلية الدفاعية، مع تحقيق قوة هجومية من الجناح الأيسر. سمح هذا للنادي بالاستمتاع ببداية مثالية للموسم، حيث حقق سبعة انتصارات في أول سبع مباريات، بما في ذلك الفوز خارج ملعبه على بايرن ميونيخ. قاد توخل الفريق في نهاية الموسم إلى المركز الخامس، حيث ساهم كل من فوكس وهولتبي بثمانية تمريرات حاسمة في الدوري.
لم يتمكن ماينتس من التوفيق بين متطلبات المنافسة المحلية والأوروبية، حيث تراجع إلى المركز الثالث عشر في الموسمين التاليين، بينما رحل كل من آدم سالاي وأندريه شورله إلي المنافسين المحليين. ومع ذلك، تمكن توخل من استبدالهم استقدام المهاجم إريك ماكسيم تشوبو–موتينغ، بينما قام أيضًا بتغيير في مركز حارس المرمى، باستقدام لوريس كاريوس. كما أعطي لاعب خط الوسط الشاب يونس مالي، فرصة اللعب أساسيا والذي أصبح قادرًا على لعب أدوار متعددة في خط الوسط، بالإضافة إلى قدرته على اللعب كمهاجم ثان أو قلب هجوم.
في موسمه الأخير مع النادي، سعى توخل إلى تعزيز ديناميكية الفريق. اشترى المهاجم الياباني شينجي أوكازاكي، بينما أستقدم أيضًا على لاعب خط الوسط الدفاعي يوليان باومغارتلينغر مقابل 1.1 مليون يورو. سمح ذلك للفريق بالحفاظ على شكله المتماسك، وتمكن أيضًا من الاحتفاظ بالاستحواذ. احتل ماينتس المركز السابع في نهاية الموسم، وتأهل لمراحل المجموعات من الدوري الأوروبي 2014–15. سجل أوكازاكي 15 هدفاً في الدوري بنهاية الموسم.
على الرغم من عروض شالكه 04 وباير ليفركوزن في النصف الأخير من موسم 2013–2014، ظل توخل حتى نهاية الموسم مع ماينتس، علي أمل أن الموسم الناجح سيسمح بتوفير أموال أكبر من أجل تطوير الفريق. بعدها أصبح من الواضح أن هذه الأموال ستكون محدودة. لذلك، طلب توخل فسخ التعاقد مع النادي. رفض ماينتس في البداية فسخ التعاقد، لكنهم سمحوا له في النهاية بالمغادرة في 11 مايو 2014.
أنهى توخل مسيرته في ماينتس بتحقيق 72 فوزًا و46 تعادلًا و64 خسارة من 182 مباراة بنسبة فوز 39.56٪.

### بوروسيا دورتموند
في أبريل 2015، أعلن المدرب يورغن كلوب أنه سيغادر بوروسيا دورتموند بعد موسم 2014–2015 المخيب للآمال. بعد ذلك بوقت قصير، تولى توخل رسميًا منصب المدرب الجديد للنادي في 19 أبريل 2015، ووقع عقدًا لمدة ثلاث سنوات.
سرعان ما بدأ توخل في إنعاش الفريق، أستقدم لاعبي خط الوسط الألمان غونزالو كاسترو ويوليان فايغل من باير ليفركوزن وميونخ 1860. أصبح كلاهما نقطة ارتكاز للنظام الذي استخدمه توخل في النادي، حيث كان يهدف إلى تكرار الهجوم الديناميكي الذي ظهر خلال الموسم الأخير من فترة عمله في ماينتس، حيث شجع على نظام أكثر تناوبًا للتمرير. تمتع النادي بنجاح محلي قوي من خلال إنهاء البوندسليجا في المركز الثاني، بسلسلة من 11 فوزًا متتاليًا. من خلال امتلاك لاعبي خط وسط مهاجمين بارعين مثل شينجي كاجاوا وهنريك مخيتاريان، تمكن توخل من استخدام قدراتهم الإبداعية لفتح مساحات بين الخطوط ليسمح للمهاجمون، لتسجيل أهداف للفريق. ومع ذلك، انهى توخل موسمه الأول في بوروسيا دورتموند بلا ألقاب، على الرغم من وصوله إلي نهائي كأس ألمانيا 2016، خسر أمام بايرن ميونيخ بركلات الترجيح. كما عانى الفريق من الإقصاء في دور الثمانية من الدوري الأوروبي على يد ليفربول.

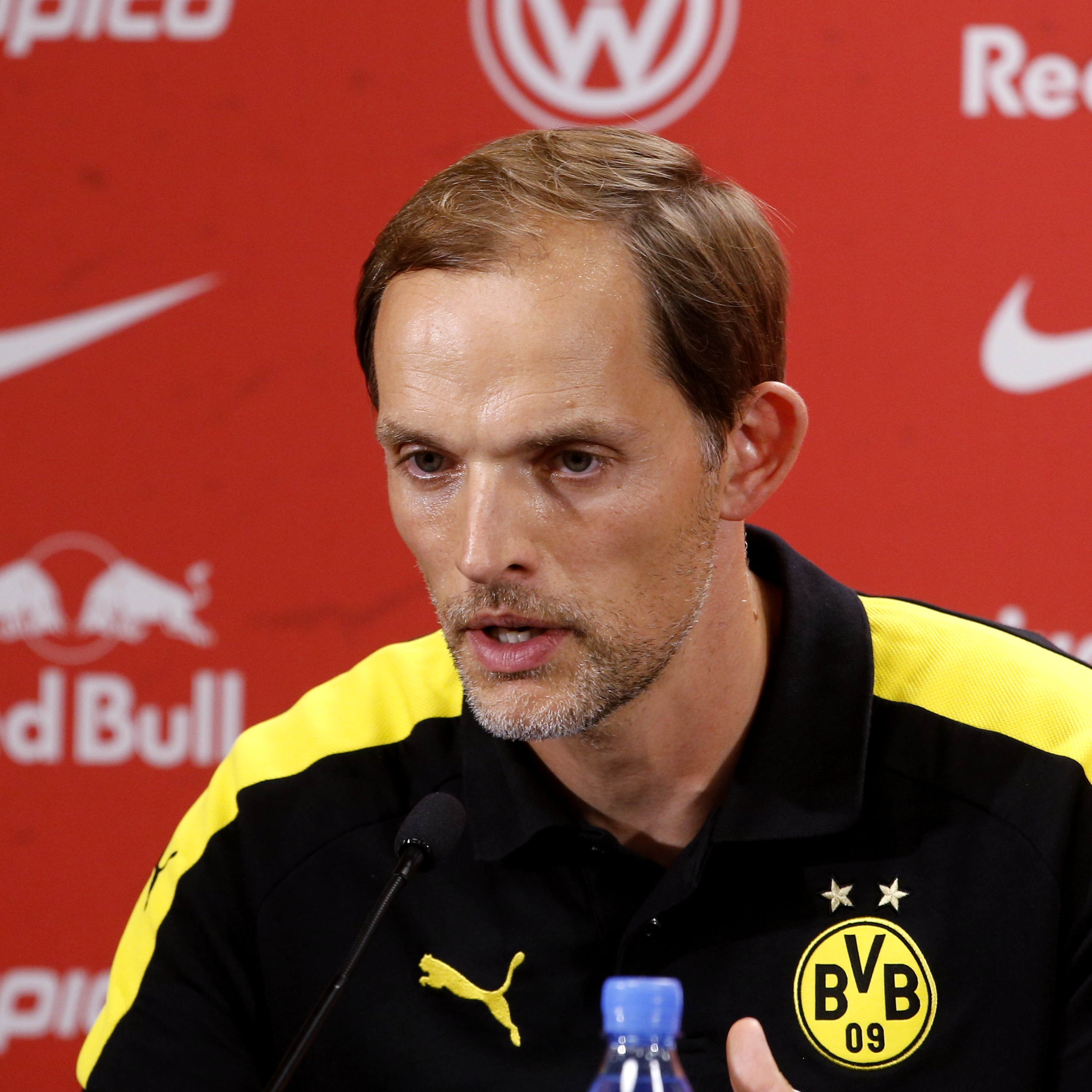
توخل في مؤتمر صحفي في عام 2016

استعدادًا للموسم التالي، أنفق دورتموند أكثر من 119 مليون يورو على أحد عشر لاعباً جديداً، لتعويض رحيل اللاعبين الأساسيين ماتس هوملز وإيلكاي غوندوغان وهنريخ مخيتاريان. ومع ذلك، تمكن توخل من استبدالهم بلاعبين مثل عثمان ديمبيلي ومارك بارترا ورافاييل غويريرو، حيث شهد الأخير توظيفه كلاعب خط وسط من مركز الظهير الأيسر. أظهر غيريرو، الذي وقع بعد نجاحه في كأس الأمم الأوروبية 2016، قدرات مراوغة رائعة. لعب غيريرو دور أساسي في خط الوسط إلى جانب كاسترو وفايغل. سمحت براعة اللاعب بارترا، الذي لعب كظهير أيمن ومدافع، جنبًا إلى جنب مع القدرة الهجومية السريعة لديمبيلي وبوليسيتش، لدورتموند بالانتقال بشكل أسرع بين الخطوط. أثمر هذا التركيز على الخجوم تسجيل بيير إيمريك أوباميانج 56 هدفًا في 63 مباراة بالدوري تحت قيادة توخل. سمح هذا لدورتموند بالوصول إلى نهائي كأس ألمانيا 2017، حيث فاز توخل بأول لقب له كمدرب، بالإضافة إلى أول لقب للنادي منذ خمس سنوات، حيث تغلب على أينتراخت فرانكفورت 2–1، بأهداف ديمبيلي وأوباميانج.
على الرغم من الفوز، تمت إقالة توخل بعد ثلاثة أيام في 30 مايو 2017. نتيجة علاقة متوترة مع إدارة النادي، ولا سيما الرئيس التنفيذي هانز يواخيم فاتسكه. انتقد توخل علنًا فاتسكه بعد موافقته على طلب الاتحاد الأوروبي لكرة القدم أن يلعب النادي مباراة الذهاب في ربع نهائي دوري أبطال أوروبا ضد موناكو في 12 أبريل 2017، بعد يوم من تفجير حافلة فريق بوروسيا دورتموند. وبحسب ما ورد أعرب أيضًا عن استيائه من سياسة بيع اللاعبين، مثل ماتس هوملز وإيلكاي غوندوغان وهنريخ مخيتاريان، على الرغم من الضمانات السابقة بأنهم لن يغادروا. كانت علاقة توخل متوترة مع لاعبين مثل رومان فايدنفيلر ونيفين سوبوتيتش وياكوب بواشتشيكوفسكي، وكان يهدف إلى استبدال الثلاثي. كان توخل يهدف إلى التعاقد مع المدافع عمر توبراك في عام 2016، وهي خطوة يُزعم أنها رفضت من قبل فاتسكه ورئيس الكشافة سفين ميسلينتات، والذي تم طرده من ملعب التدريب بعد مشادة مع توخل. علاوة على ذلك، رغبت إدارة النادي في التعاقد مع لاعب الوسط أوليفر توريس دون موافقة توخل في عام 2017. نضم توبراك في النهاية إلى النادي بعد رحيل توخل، بينما انضم توريس إلى بورتو.
غادر توخل دورتموند بتحقيق 68 انتصارًا و23 تعادلًا و17 هزيمة في 108 مباراة، بنسبة فوز بلغت 62.96٪.

### باريس سان جيرمان
في مايو 2018، وقع توخل عقدًا لمدة عامين مع باريس سان جيرمان، ليحل محل أوناي إيمري.

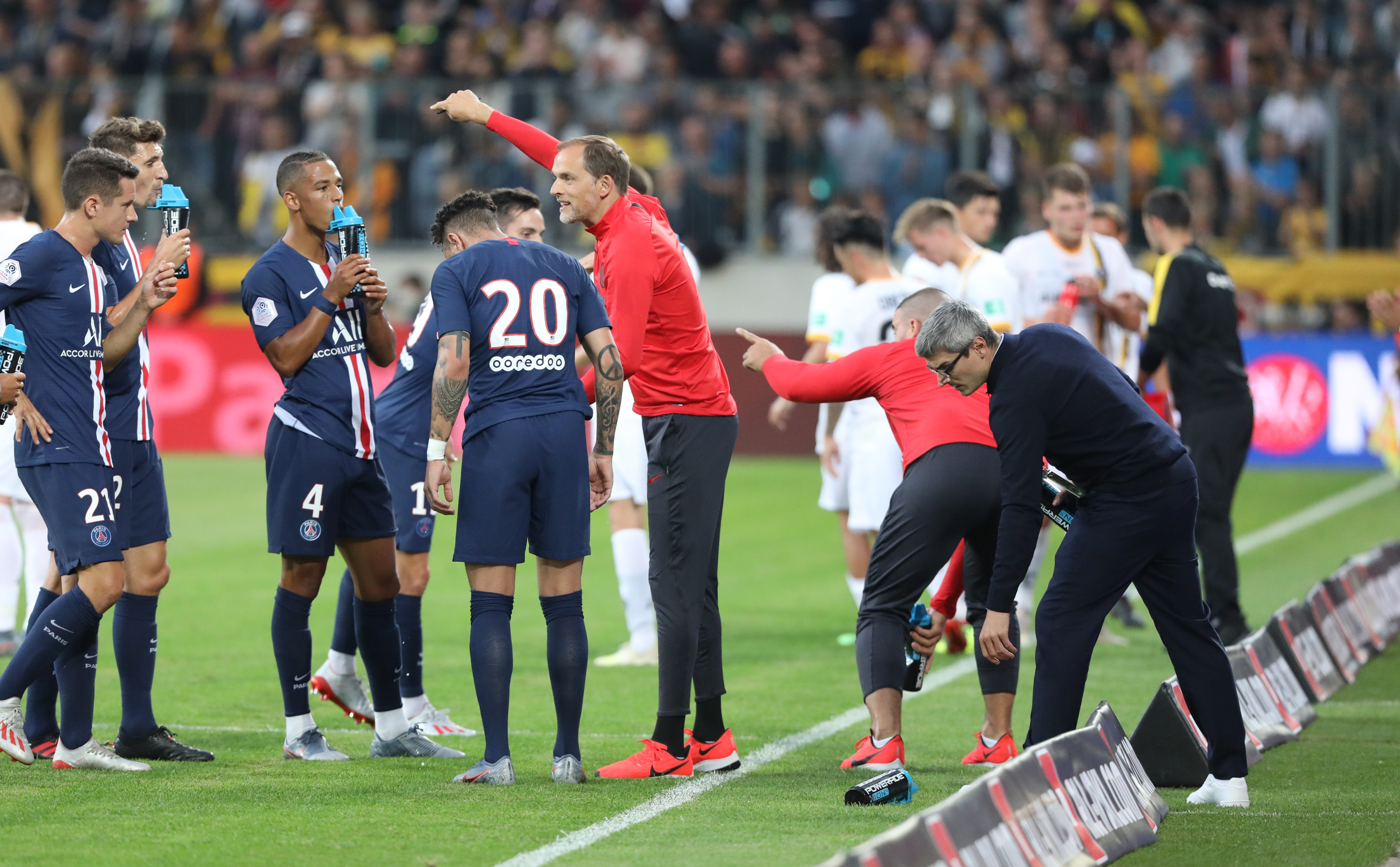
توخل خلال مباراه ودية ضد دينامو دريسدن

كانت أول صفقة للمدرب توخل في سوق الانتقالات هي توقيع مهاجم موناكو كيليان مبابي مقابل 135 مليون يورو في 1 يوليو. تألق مبابي في الموسم السابق، وكان له دور أساسي مع المنتخب الفرنسي خلال فوزه في كأس العالم 2018. لتعويض هذه الصفقة، والالتزام بلوائح اليويفا للعب المالي النظيف، قرر توخل رحيل العديد من اللاعبين، بما في ذلك لاعبي الفريق الأول يوري بيرتشيتشي وخافيير باستوري، بالإضافة إلى الشاب الواعد غونزالو جيديس. وقع النادي بعدها مع جانلويجي بوفون في 6 يوليو. بعد شهر، وقع الفريق مع المدافع الألماني تيلو كيهرير مقابل 37 مليون يورو، واختتم باريس سان جيرمان نشاطه في سوق الانتقالات الصيفية بالتعاقد مع الظهير الأيسر الإسباني خوان بيرنات مقابل 15 مليون يورو في أخر يوم من سوق الإنتقالات، ووقع توخل أيضًا مع المهاجم الكاميروني إريك ماكسيم تشوبو موتينج.
فاز توخل بأول بطوله له مع النادي في أول مباراه، حيث هزم موناكو 4–0 ليفوز بكأس الأبطال في 4 أغسطس. كما حقق الفوز في أول مباراة له بالدوري، حيث هزم نادي كاين 3–0 بعد ثمانية أيام. عانى توخل من أول هزيمة له في باريس سان جيرمان في 18 سبتمبر، حيث خسر 3–2 خارج أرضه أمام ليفربول في مباراة دور المجموعات بدوري أبطال أوروبا. في نوفمبر، حطم توخل الرقم القياسي لأكبر عدد من الانتصارات منذ بدء موسم الدوري المحلي، حيث سجل اثني عشر انتصارًا متتاليًا. وأستمر الرقم القياسي في وقت لاحق ليشمل انتصارين إضافيين، قبل أن ينهي النادي سلسلة الانتصارات، بعد تعادل باريس سان جيرمان 2–2 خارج أرضه أمام بوردو. قاد توخل بعد ذلك باريس سان جيرمان إلى صدارة مجموعته في دوري أبطال أوروبا، بفوزه 4–1 على ريد ستار بلجراد في 12 ديسمبر. بعد فوزه على نانت في 22 ديسمبر، حطم توخل أيضًا الرقم القياسي لأكثر عدد نقاط ممكنه بحلول عيد الميلاد في الدوري الفرنسي، حيث تجاوز 47 نقطة بعد 17 مباراة وكان الرقم القياسي الأسبق 45 بعد 17 مباراة الذي سجله باريس سان جيرمان في موسم 2015–16.
في يناير 2019، تم إقصاء توخل من أول منافسة له في باريس سان جيرمان، حيث سقط أمام نادي غانغون في 9 يناير، في ربع نهائي كأس الرابطة الفرنسي. ومع ذلك، فقد هزم نفس الفريق بنتيجة 9–0 بعد عشرة أيام في الدوري. قبل إنتهاء سوق الإنتقالات في 29 يناير، دخل النادي في مفاوضات للتعاقد مع لاعب خط الوسط الأرجنتيني لياندرو باريديس ووقع اللاعب مقابل 40 مليون يورو. ومع ذلك، خرج باريس سان جيرمان من دوري أبطال أوروبا في الأدوار الإقصائية ضد مانشستر يونايتد. حقق النادي الفوز 2–0 خارج أرضه في مباراة الذهاب، لكنه خسر 1–3 على أرضه وخرج من المنافسة. فاز بعدها باريس سان جيرمان بالدوري الفرنسي في 21 أبريل، قبل ستة أسابيع من نهاية الموسم. بعد ستة أيام، خسر باريس سان جيرمان نهائي كأس فرنسا أمام ستاد رين بركلات الترجيح.

### تشيلسي
في 26 يناير 2021، وقع توخل عقدًا مدته 18 شهرًا (مع خيار لمدة عام إضافي) مع فريق الدوري الإنجليزي الممتاز تشيلسي، ليحل محل فرانك لامبارد. وهو أول ألماني يتم تعيينه كمدرب رئيسي للنادي. على الرغم من إعراب توخل عن رغبته في عدم الحضور في منتصف الموسم حتى يكون هناك استعداد للموسم الجديد مع فريقه الجديد، قبل توخل المنصب بعد أن رفض رالف رانكيك عرض المدرب المؤقت.
توخل تولى مسؤولية مباراته الأولى في اليوم التالي، حيث تعادل سلبيًّا على أرضه ضد وولفرهامبتون واندررز، وهي المباراة التي سجلت الرقم القياسي لأكبر نسبة استحواذ (78.9٪) وتمريرات مكتملة (820) لمدير فني في أول مباراة له في الدوري الإنجليزي الممتاز. فاز توخل بمباراته الأولى في 31 يناير، بفوزه على بيرنلي 2–0 على أرضه، ثم فاز بأول ديربي له في لندن (وأول مباراة له خارج أرضه) بفوزه على توتنهام هوتسبير 1–0 في 4 فبراير. في 11 فبراير، قاد توخل تشيلسي إلى ربع نهائي كأس الاتحاد الإنجليزي بفوزه 1–0 خارج أرضه على بارنسلي، ليواصل مسيرته الخالية من الهزائم إلى خمس مباريات. امتدت هذه المسيرة في النهاية إلى ثماني مباريات بعد فوز تشيلسي على أتلتيكو مدريد 1–0 خارج أرضه في ذهاب دور الـ16 في دوري أبطال أوروبا، حيث سجل أوليفيه جيرو من ركلة مقصية. كان هذا أول فوز أوروبي لتوخل كمدرب لتشيلسي.
في 8 مارس، امتدت مسيرة توخل الخالية من الهزائم إلى 11 مباراة بعد فوزه 2–0 في الدوري المحلي على إيفرتون، ليصبح أول مدرب رئيسي في تاريخ الدوري الإنجليزي الممتاز يحافظ على شباكه نظيفة متتالية في أول خمس مباريات على أرضه. بعد فوزه 2–0 على أرضه أمام أتلتيكو مدريد في مباراة الإياب من دور الـ16 في دوري أبطال أوروبا في 17 مارس، مدد توخل مسيرته الخالية من الهزائم إلى 13 مباراة، مسجلاً الرقم القياسي لأطول مسيرة عدم خسارة لمدرب جديد في تاريخ تشيلسي. تم اعتبار هذا بسبب التغيير إلى ثلاث قلوب دفاع ونهجه العملي؛ كان فريق توخل يسدد بنفس عدد تسديدات فريق لامبارد في كل مباراة (13.8 ضد 13.9)، لكنه خلق فرصًا أقل، مما أدى إلى تسجيل 1.1 هدف في المتوسط لكل مباراة، مقارنة بـ 2.1 تحت قيادة لامبارد. حصل في النهاية على جائزة مدرب الشهر في الدوري الإنجليزي الممتاز لأول مرة. انتهى سلسلة عدم الخسارة في المباراة رقم 14، بعد الهزيمة 5–2 على أرضه أمام المتعثر في الدوري وست بروميتش ألبيون في 3 أبريل.
في 17 أبريل، بفضل هدف حكيم زياش، قاد توخل تشيلسي إلى نهائي كأس الاتحاد الإنجليزي بفوزه على متصدر الدوري مانشستر سيتي 1–0؛ خسر تشيلسي النهائي 1–0 أمام ليستر سيتي. كما قاد توخل تشيلسي إلى نهائي دوري أبطال أوروبا بعد فوزه 3–1 في مجموع المباراتين على ريال مدريد في الدور نصف النهائي، ليصبح أول مدرب يصل إلى نهائيين متتاليين مع فريقين مختلفين. قاد تشيلسي في النهاية إلى المجد الأوروبي بالفوز 1–0 على مانشستر سيتي في النهائي.

## الإحصائيات التدريبية
آخر تحديث 29 مايو 2021.
| الفريق           | البلد   | من            | إلى            | السجل | السجل | السجل | السجل | السجل | السجل | السجل  | السجل   | السجل                                     |
| الفريق           | البلد   | من            | إلى            | لعب   | فاز   | تعادل | خسر   | له    | عليه  | الفارق | % الفوز | م.                                        |
| ---------------- | ------- | ------------- | -------------- | ----- | ----- | ----- | ----- | ----- | ----- | ------ | ------- | ----------------------------------------- |
| آوغسبورغ ب       | ألمانيا | 1 يوليو 2007  | 30 يونيو 2008  | 34    | 20    | 8     | 6     | 80    | 45    | +35    | 58.82   | [ 60 ]                                    |
| ماينتس 05        | ألمانيا | 3 أغسطس 2009  | 11 مايو 2014   | 182   | 72    | 46    | 64    | 248   | 288   | −40    | 39.56   | [ 63 ] [ 64 ] [ 65 ] [ 66 ] [ 67 ] [ 68 ] |
| بوروسيا دورتموند | ألمانيا | 29 يونيو 2015 | 30 مايو 2017   | 108   | 68    | 23    | 17    | 245   | 113   | +132   | 62.96   | [ 72 ] [ 73 ] [ 74 ]                      |
| باريس سان جيرمان | فرنسا   | 14 مايو 2018  | 24 ديسمبر 2020 | 127   | 95    | 13    | 19    | 337   | 103   | +234   | 74.80   | [ 77 ]                                    |
| تشيلسي           | إنجلترا | 26 يناير 2021 | الان           | 6     | 5     | 1     | 0     | 8     | 1     | +7     | 83.33   | [ 79 ]                                    |
| إجمالي           | إجمالي  | إجمالي        | إجمالي         | 481   | 274   | 96    | 111   | 947   | 565   | 382+   | 56.96   | —                                         |

## الإنجازات

### كمدرب
بوروسيا دورتموند
- كأس ألمانيا: 2016–17 [80]

باريس سان جيرمان
- الدوري الفرنسي: 2018–19،[81] 2019–20[82]
- كأس فرنسا: 2019–20[83]
- كأس الرابطة الفرنسية: 2019–20[84]
- كأس الأبطال الفرنسي: 2018،[85] 2019[86]

تشيلسي
- دوري أبطال أوروبا: 2020–21[87]
- كأس السوبر الأوروبي : 2021[88]
- كأس العالم للأندية: 2021[89]

الفردية
- مدرب الشهر في الدوري الإنجليزي الممتاز: مارس 2021[54]
- جائزة الفيفا لأفضل مدرب: 2021[90]

## وصلات خارجية
- توماس توتشل على موقع قاعدة بيانات كرة القدم.إي يو (الإنجليزية)
- توماس توتشل على موقع بيانات كرة القدم. دي إي (الألمانية)
- توماس توتشل على موقع Soccerbase.com (مدرب) (الإنجليزية)
- توماس توتشل على موقع Soccerway.com (الإنجليزية)
- توماس توتشل على موقع عالم كرة القدم.نت (الإنجليزية)